# 广场小堂
43°19′06″N 11°19′56″E / 43.318313°N 11.332144°E

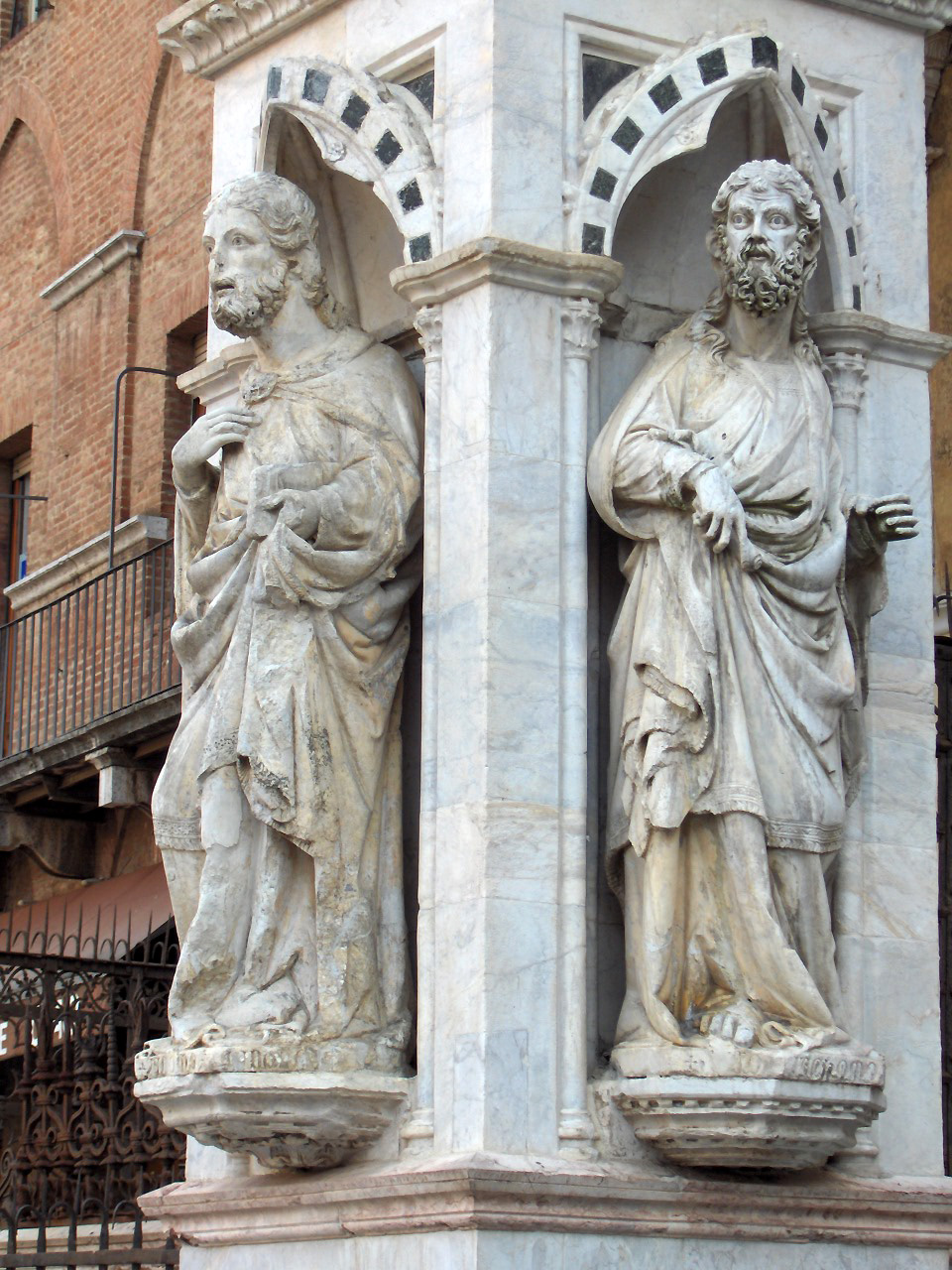
凉廊上的雕像

广场小堂（Cappella di Piazza）是一座方形大理石建筑，位于意大利中部城市锡耶纳市中心田野广场上，曼吉亚塔楼的脚下，从锡耶纳市政厅建筑向外凸出。
该堂始建于1352年，以感谢圣母保佑该市从1348年黑死病的九死一生中幸存了下来。其修建工程持续多年，其角柱曾多次重修，直到1376年才改为目前的样式。
在祭台的上方，有所多玛的画作（1539年）圣母子与圣父，今天保存在市政厅博物馆。锻铁大门为14世纪的原物。

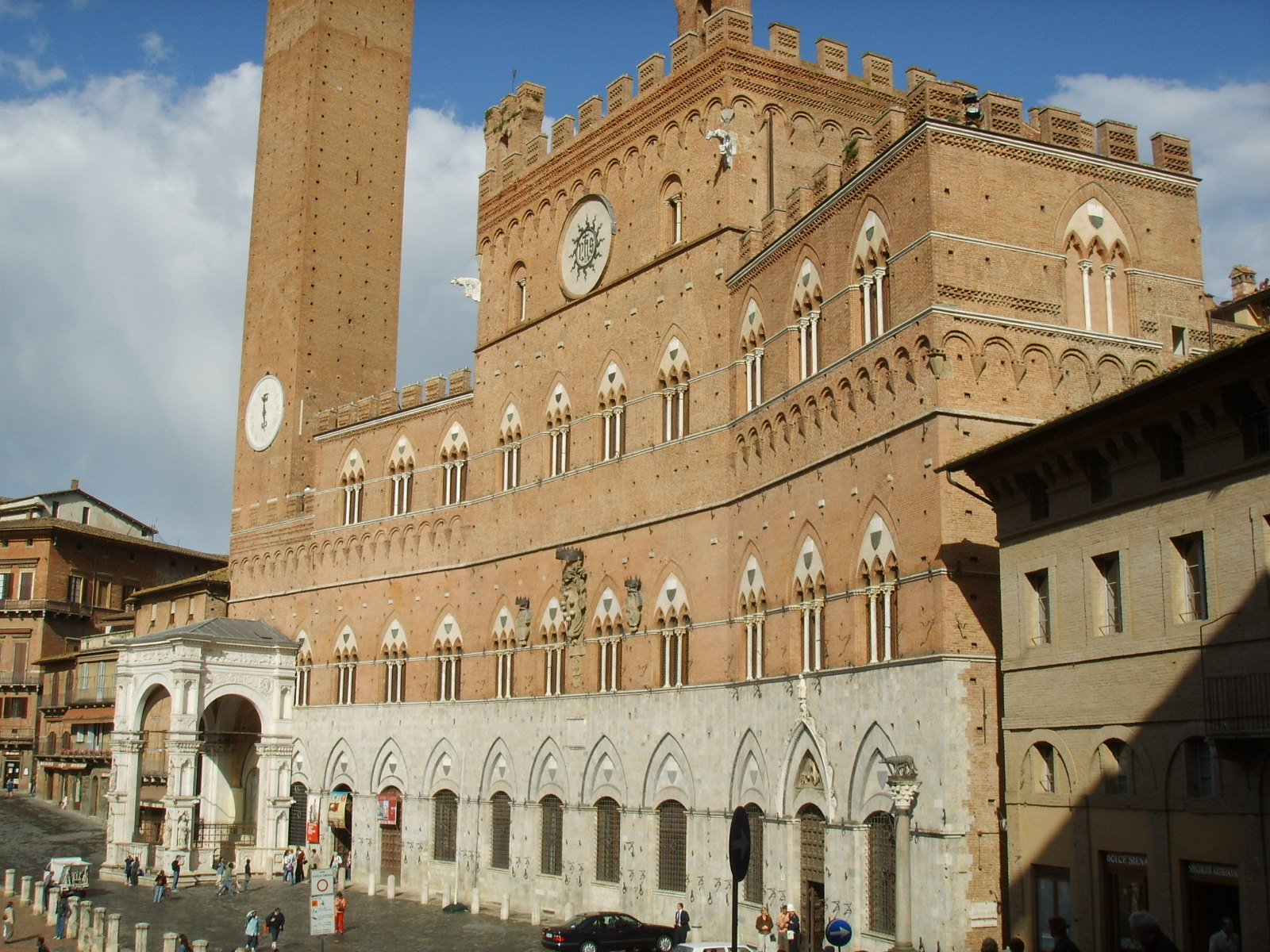
广场小堂与市政厅